# Stenaria umbratilis
Stenaria umbratilis là một loài thực vật có hoa trong họ Thiến thảo. Loài này được (B.L.Rob.) Terrell mô tả khoa học đầu tiên năm 2001.